# Cmentarz żydowski w Krzeszycach
Cmentarz żydowski w Krzeszycach – nekropolia istniała do II wojny światowej. W czasie okupacji uległa dewastacji, brak po nim jakiegokolwiek materialnego śladu. Trudno jest obecnie określić lokalizację dawnego cmentarza.